# 吉布斯环形山

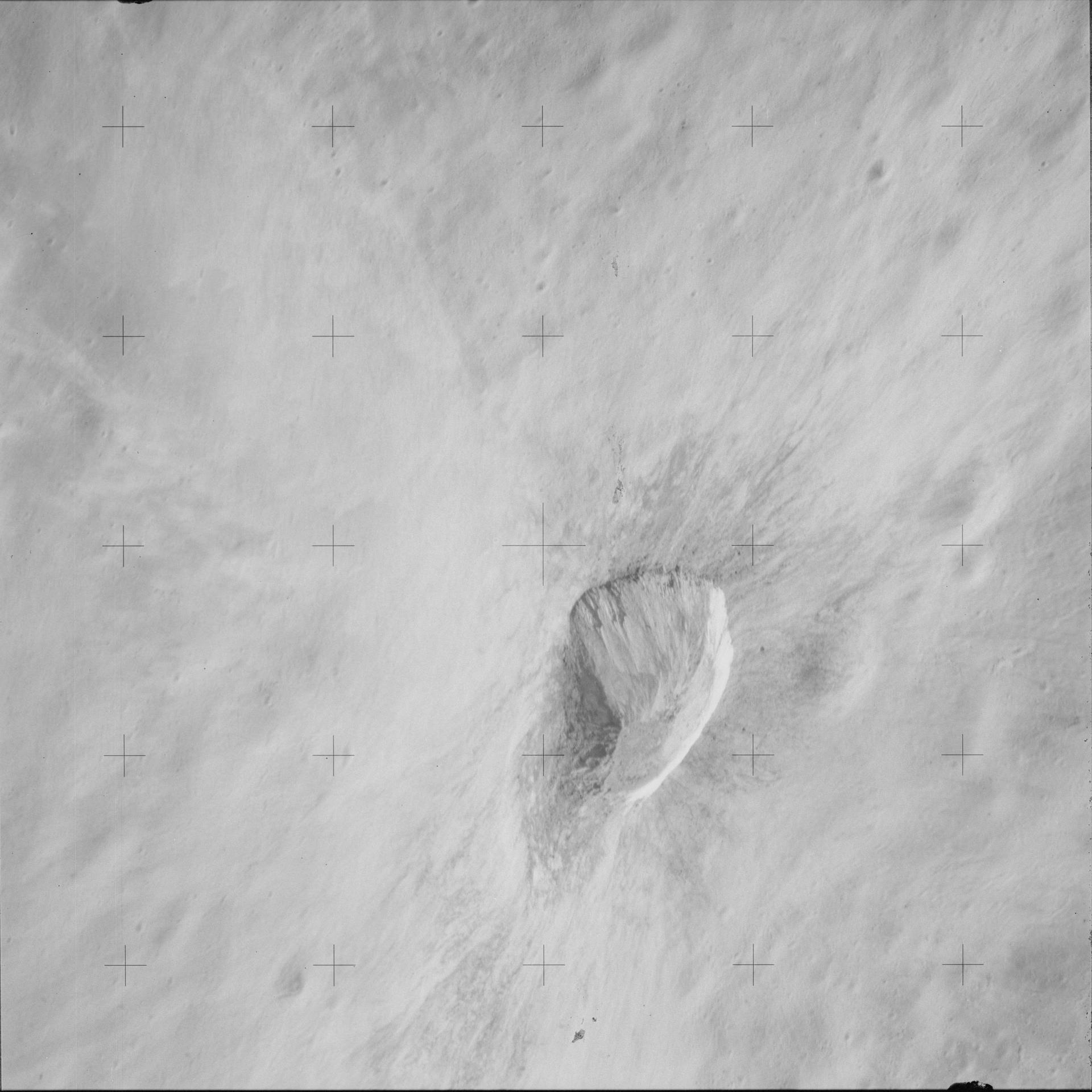
吉布斯环形山东北侧壁上年轻撞击坑的特写，阿波罗15号拍摄的的斜视图。

吉布斯环形山（Gibbs）是位于月球正面东侧边沿上的一座古老大陨坑，约形成于酒海纪，其名称取自美国物理化学家、数学家及工程师乔赛亚·威拉德·吉布斯（1839年-1903年），1964年被国际天文联合会正式批准接受。

## 描述
该陨坑西北偏西毗邻贝海姆环形山；西北靠近安斯加尔环形山；斯科尔环形山位于它的东侧；东南横亘着居里环形山；而赫卡泰奥斯环形山和洪堡环形山则分别坐落在它的西南及西南偏南。长长的洪堡链坑从吉布斯环形山南面穿过，一直伸向了东北方。该陨坑的中心月面坐标为18°22′S 84°16′E / 18.37°S 84.27°E，直径78.8公里，深度2.3公里。
吉布斯环形山外侧边缘并不十分圆整，北侧向外鼓出，其外观形似一颗剖开的洋葱。陨坑东南壁沿略微平直，南北二侧坑壁上各有一道凹槽，但其它部分侧壁只受到轻微磨损。坑壁平均高出周边地形1330米，内部容积约有5300立方千米。坑内地表西南部相对平整，而但东北部则散布着嶙峋的山脊；中心点西北有一座醒目的圆碗状小陨坑。
吉布斯环形山东北侧坑壁上坐落着一座形成时间不长的小陨坑，它明亮的高反照率射纹系统覆满这一侧的坑壁，并且其微弱的射束痕迹也覆盖了吉布斯环形山的坑底。
由于吉布斯环形山位于月球的东侧边沿，从地球上看，它的外观高度变形，且能见度完全受月球摄动的影响。

## 卫星陨石坑

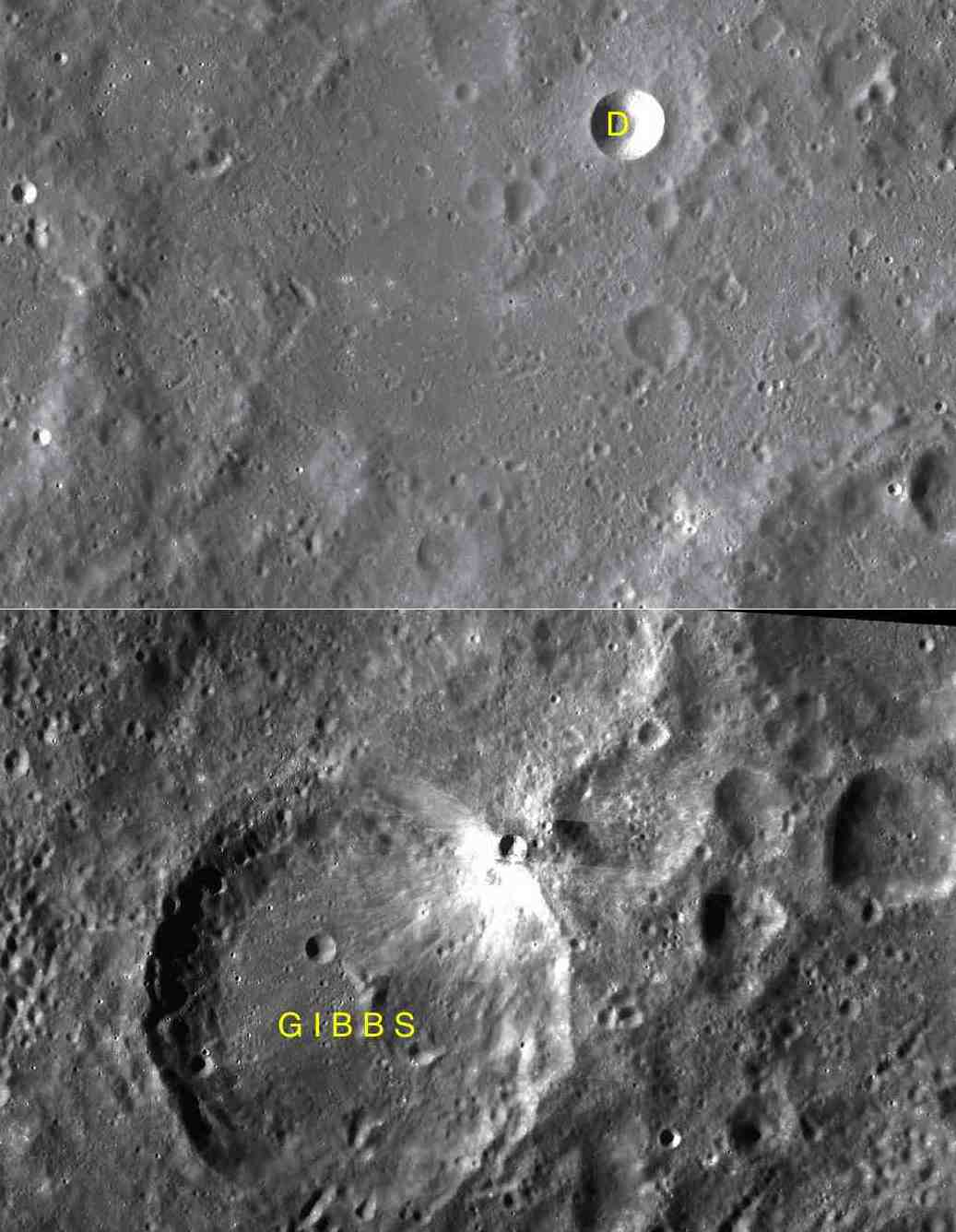
LAC-81和LAC-99拼接图

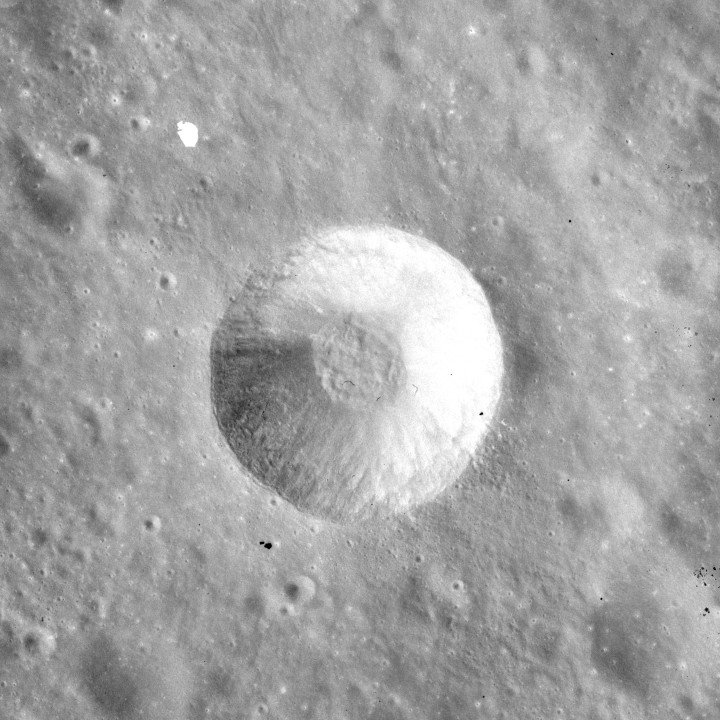
阿波罗15号拍摄的卫星坑吉布斯 D

按惯例，最靠近吉布斯环形山的卫星坑将在月图上以字母标注在该坑的中心点旁。
| 吉布斯 | 纬度    | 经度    | 直径    |
| ------ | ------- | ------- | ------- |
| D      | 13.1° S | 85.9° E | 13 公里 |

## 另请参阅
- Andersson, L. E.; Whitaker, E. A. . NASA RP-1097. 1982.
- Blue, Jennifer. . USGS. July 25, 2007  [2007-08-05]. （原始内容存档于2018-12-25）.
- Bussey, B.; Spudis, P. . New York: Cambridge University Press. 2004. ISBN 978-0-521-81528-4.
- Cocks, Elijah E.; Cocks, Josiah C. . Tudor Publishers. 1995. ISBN 978-0-936389-27-1.
- McDowell, Jonathan. . Jonathan's Space Report. July 15, 2007  [2007-10-24]. （原始内容存档于2018-12-25）.
- Menzel, D. H.; Minnaert, M.; Levin, B.; Dollfus, A.; Bell, B. . Space Science Reviews. 1971, 12 (2): 136–186. Bibcode:1971SSRv...12..136M. doi:10.1007/BF00171763.
- Moore, Patrick. . Sterling Publishing Co. 2001. ISBN 978-0-304-35469-6.
- Price, Fred W. . Cambridge University Press. 1988. ISBN 978-0-521-33500-3.
- Rükl, Antonín. . Kalmbach Books. 1990. ISBN 978-0-913135-17-4.
- Webb, Rev. T. W.  6th revised. Dover. 1962. ISBN 978-0-486-20917-3.
- Whitaker, Ewen A. . Cambridge University Press. 1999. ISBN 978-0-521-62248-6.
- Wlasuk, Peter T. . Springer. 2000. ISBN 978-1-85233-193-1.